# Лойц
Лойц (нім. Loitz) — місто в Німеччині, розташоване в землі Мекленбург-Передня Померанія. Входить до складу району Передня Померанія-Грайфсвальд. Адміністративний центр об'єднання громад Пенеталь/Лойц.
Площа — 89,53 км2. Населення становить 4262 ос. (станом на 31 грудня 2020).

## Галерея

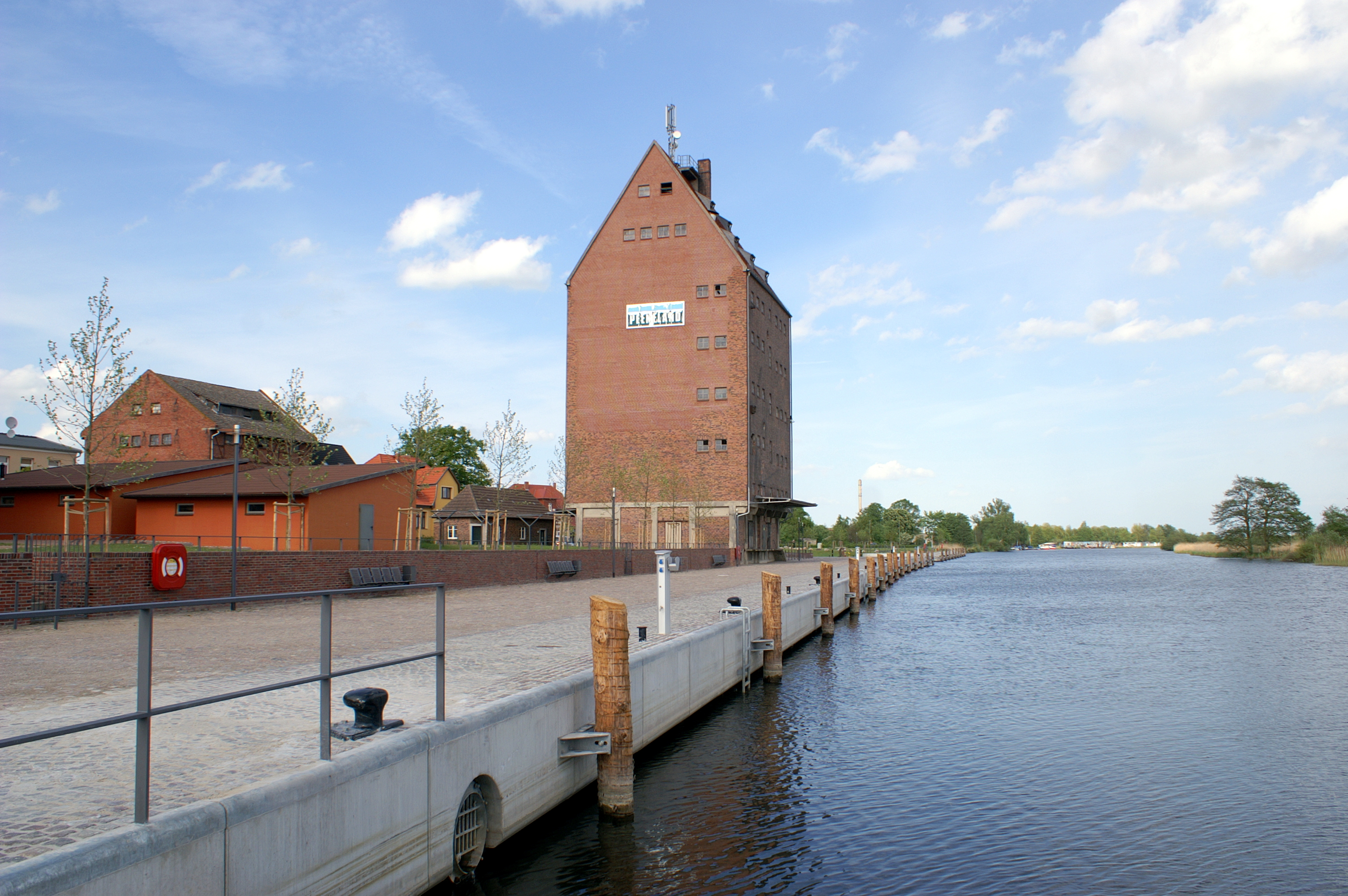
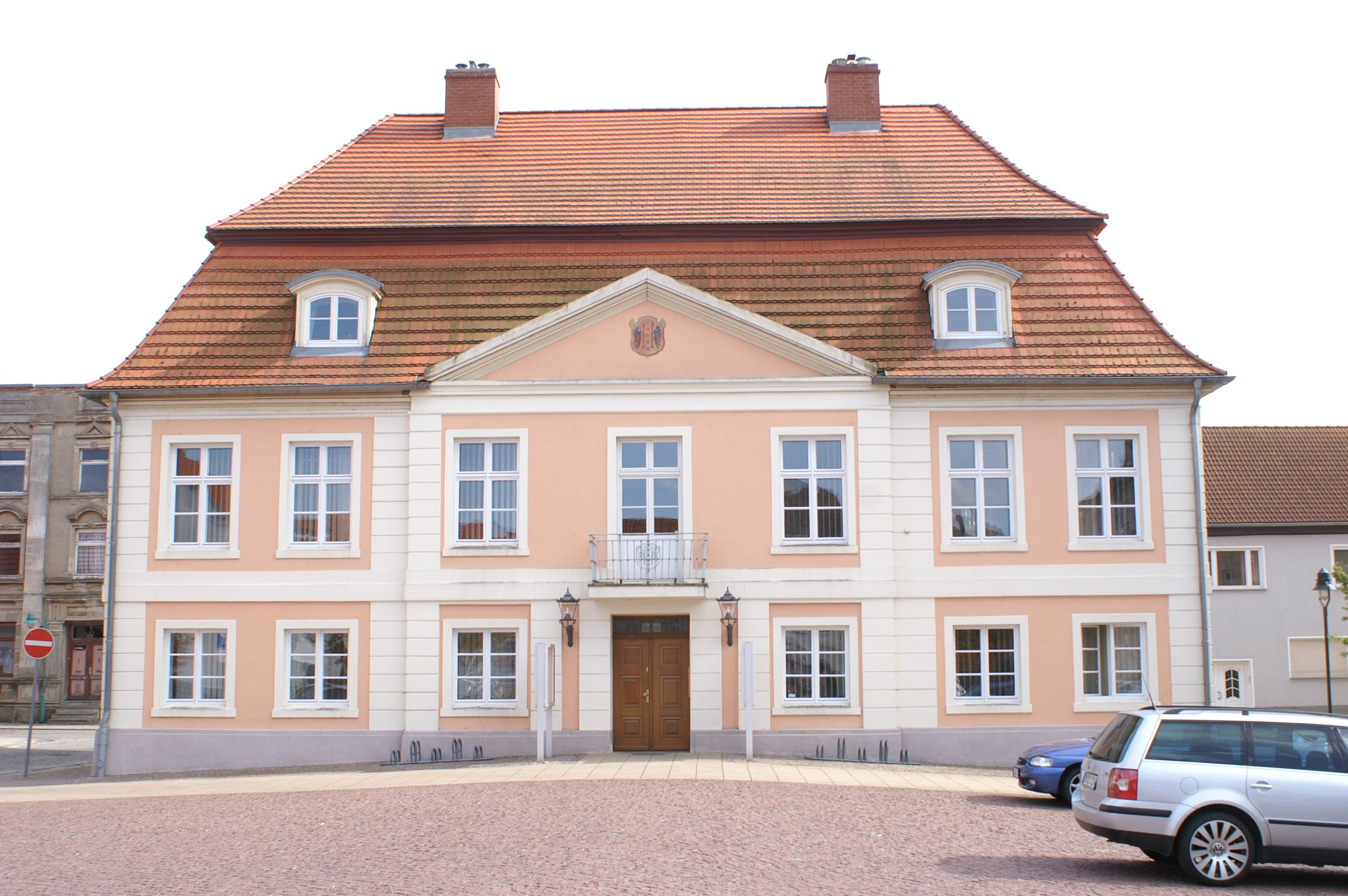
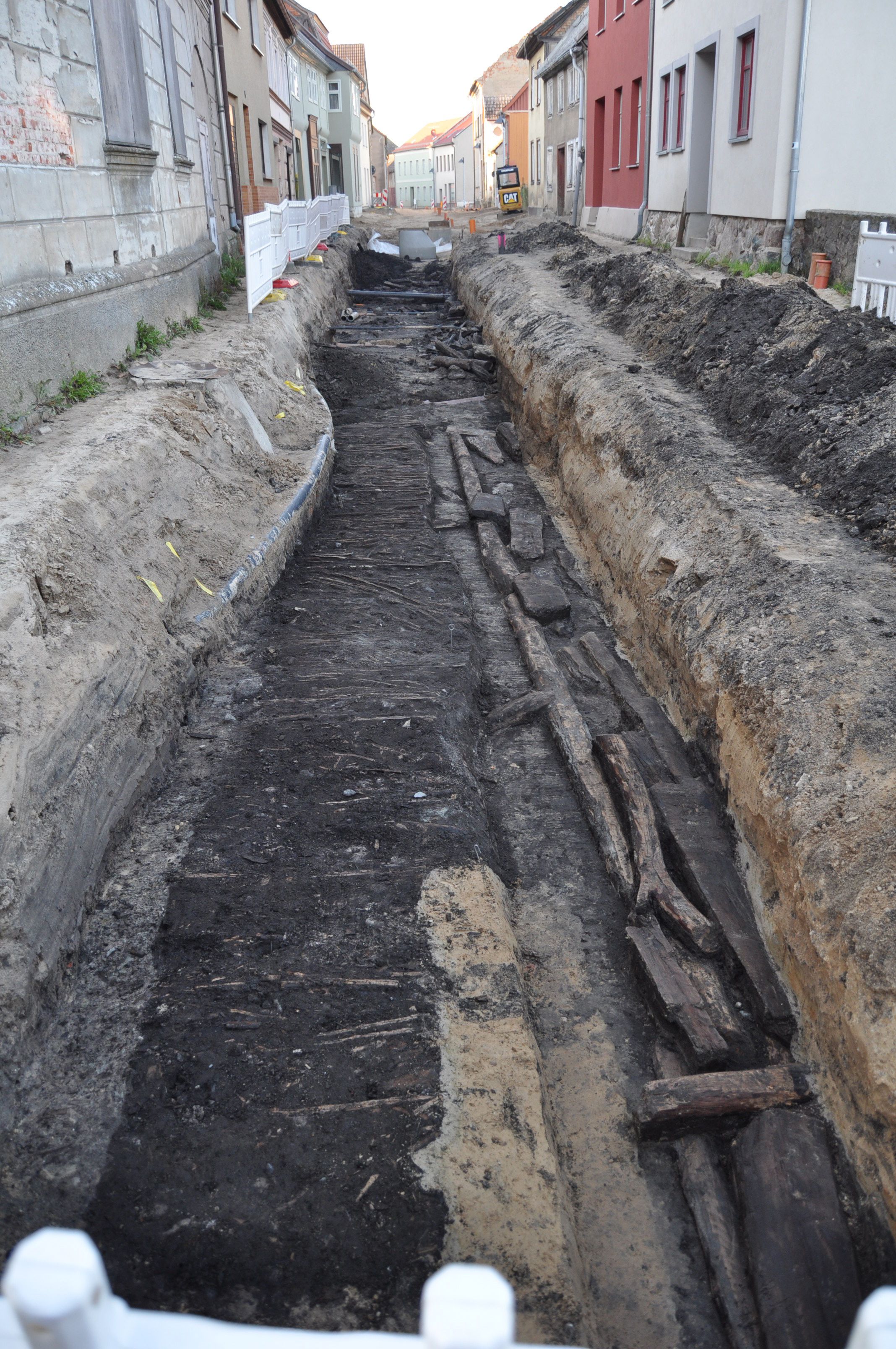
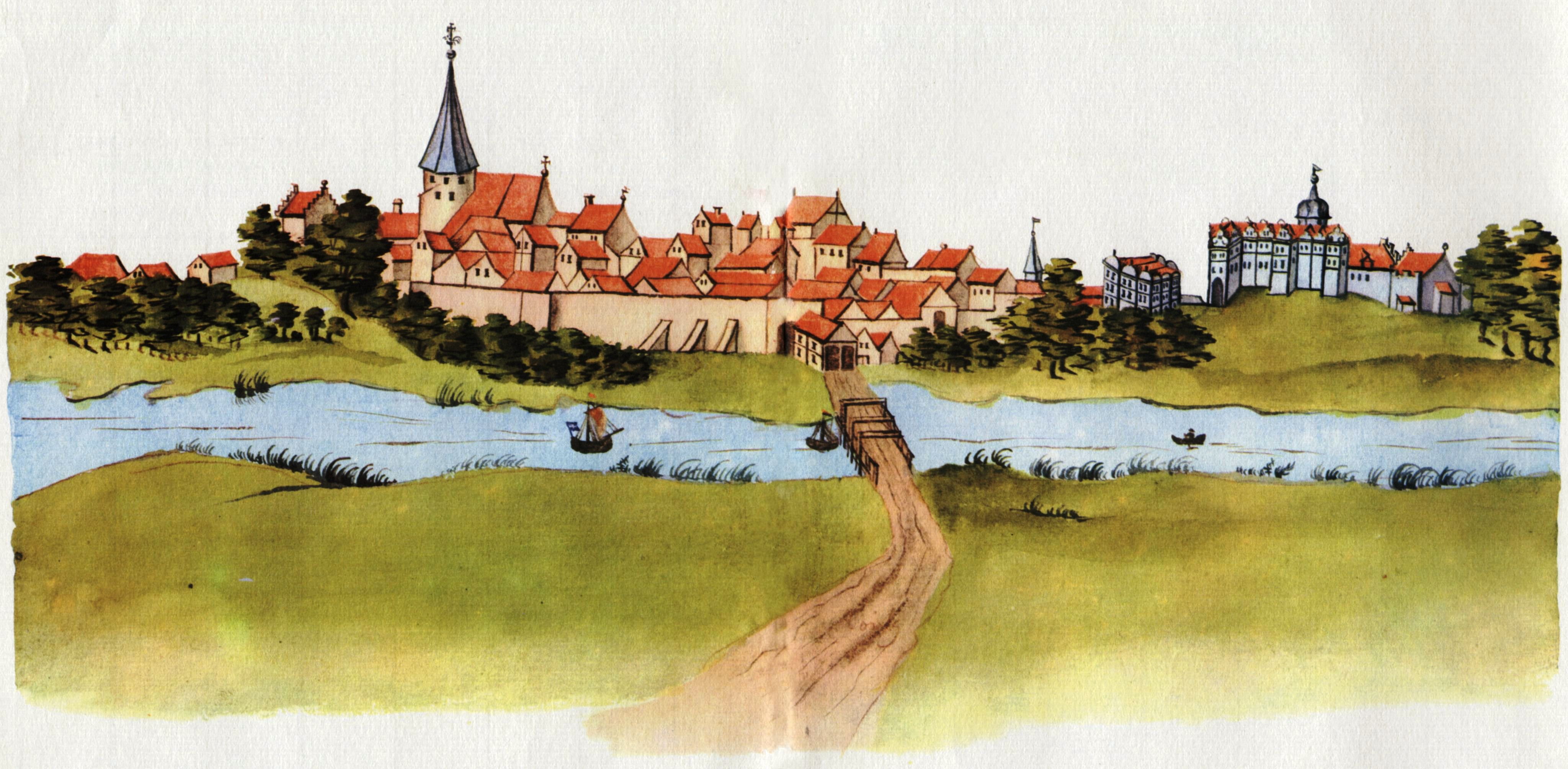
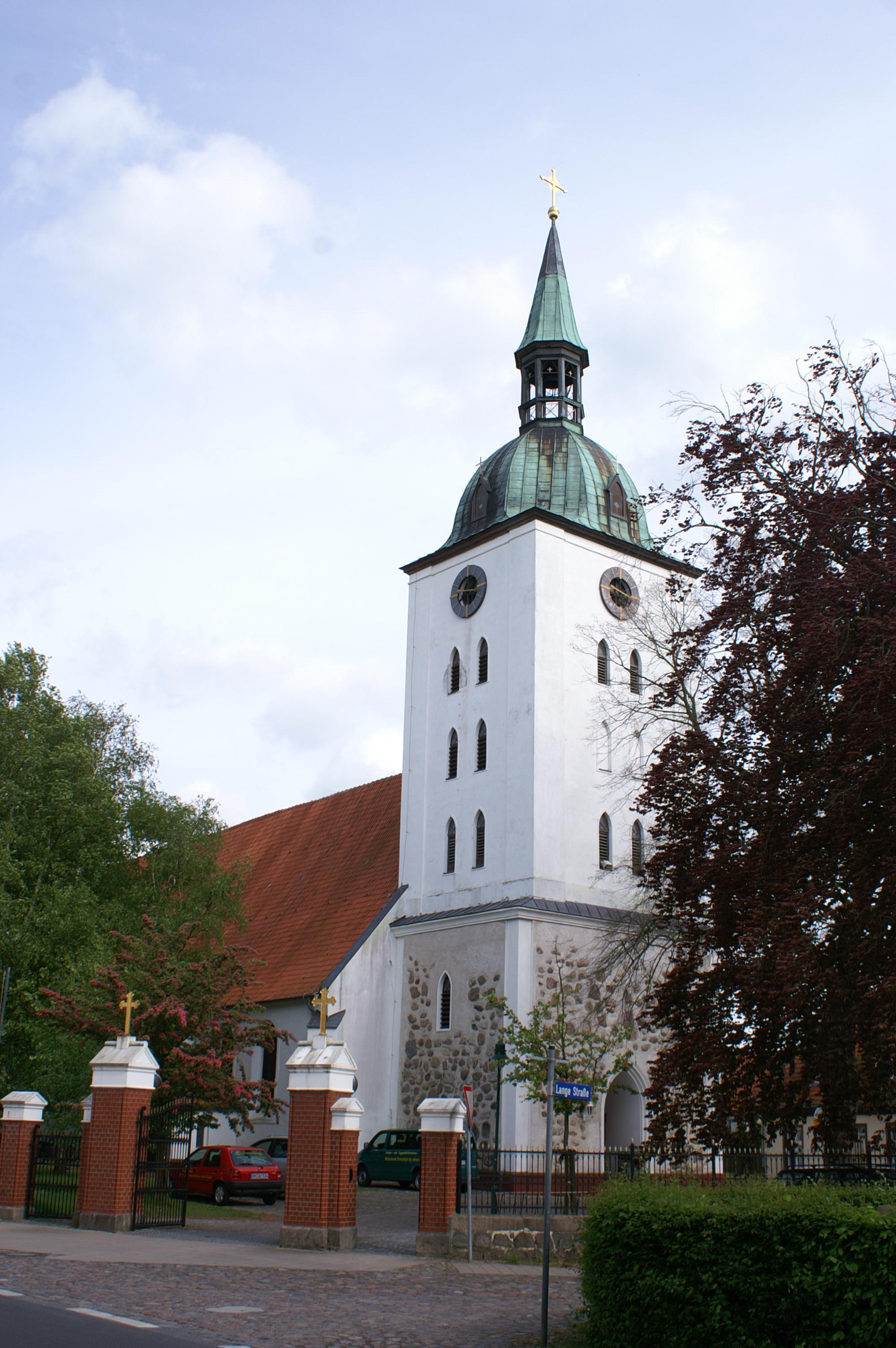
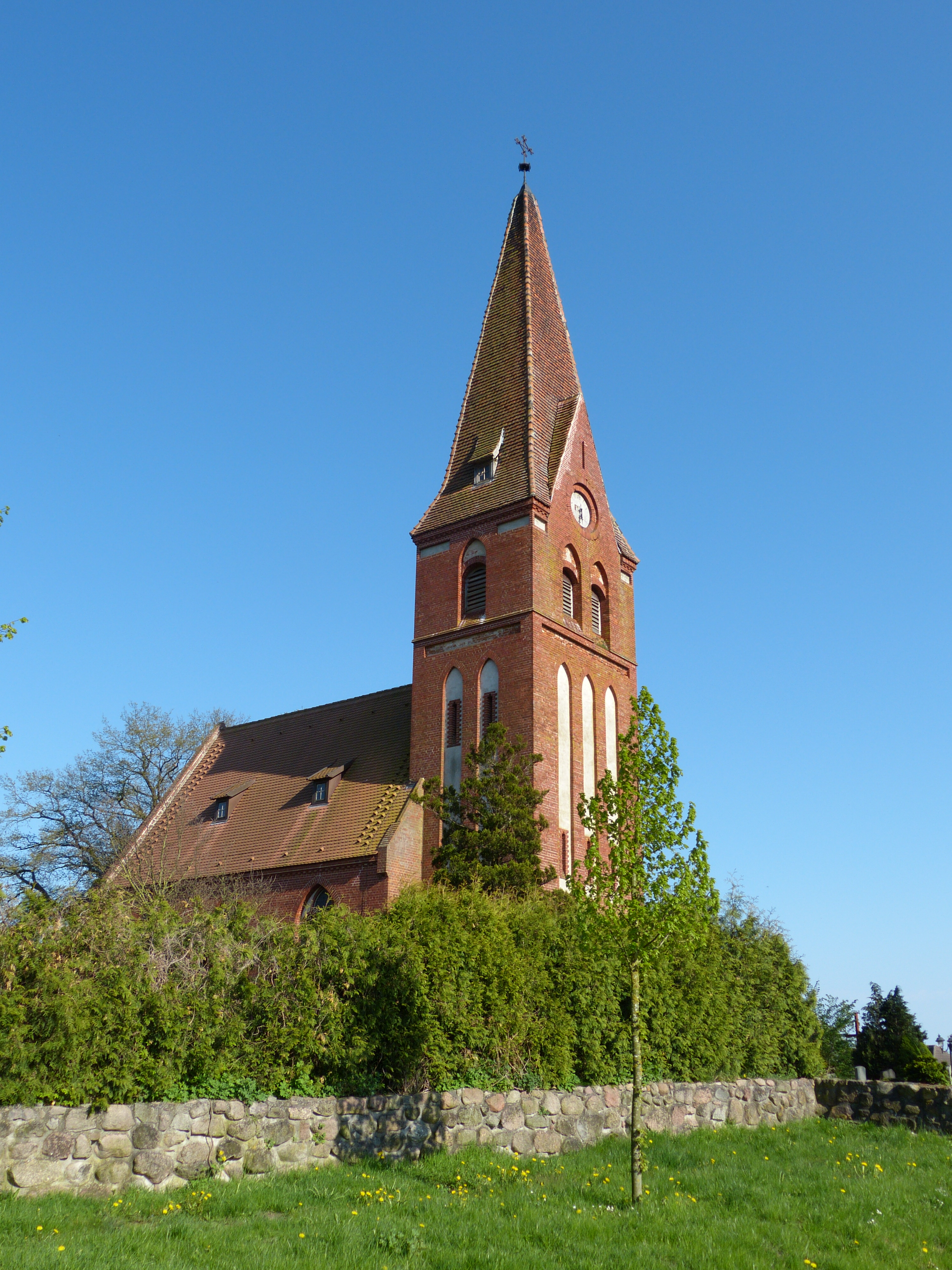